# Spencer Darwin Pettis
Spencer Darwin Pettis (* 1802 im Culpeper County, Virginia; † 28. August 1831 in St. Louis, Missouri) war ein US-amerikanischer Politiker. Zwischen 1829 und 1831 vertrat er den Bundesstaat Missouri im US-Repräsentantenhaus.

## Werdegang
Das genaue Geburtsdatum von Spencer Pettis ist nicht überliefert. Er besuchte vorbereitende Schulen. Nach einem anschließenden Jurastudium und seiner um das Jahr 1824 erfolgten Zulassung als Rechtsanwalt begann er in Fayette in diesem Beruf zu arbeiten. Dort bekleidete er auch verschiedene lokale Ämter. Politisch schloss er sich der Bewegung um Präsident Andrew Jackson an und wurde Mitglied der von diesem 1828 gegründeten Demokratischen Partei. Zwischen 1826 und 1828 war er als Secretary of State der geschäftsführende Beamte der Staatsregierung von Missouri.
Bei den Kongresswahlen des Jahres 1828 wurde er im ersten und damals einzigen Wahlbezirk von Missouri in das US-Repräsentantenhaus in Washington, D.C. gewählt, wo er am 4. März 1829 die Nachfolge von Edward Bates antrat. Nach einer Wiederwahl konnte er bis zu seinem Tod am 28. August 1831 im Kongress  verbleiben. Dort wurde in jenen Jahren heftig über die Politik von Präsident Jackson diskutiert. Neben der umstrittenen Durchführung des Indian Removal Act und der Nullifikationskrise mit dem Staat South Carolina ging es auch um die Bankenpolitik des Präsidenten.
Während des Wahlkampfes von 1830 kam es zu einem persönlichen Konflikt über die Bankenfrage zwischen Pettis und Major Thomas Biddle, dessen Bruder Nicholas zu diesem Zeitpunkt Präsident der Second Bank of the United States war. Das führte zu einer Duellforderung. Bei dem am 27. August 1831 durchgeführten Duell wurden beide Männer tödlich verwundet. Spencer Pettis erlag am folgenden Tag seinen Verletzungen; er wurde in St. Louis beigesetzt. Sein Mandat fiel nach einer Sonderwahl an William Henry Ashley.